# Hemiandrus nitaweta
Hemiandrus nitaweta is een rechtvleugelig insect uit de familie Anostostomatidae. De wetenschappelijke naam van deze soort is voor het eerst geldig gepubliceerd in 2007 door Jewell.